# Heather Bend
Heather Bend är den första och enda singeln från bandet Songs of Soils skiva The Painted Trees of Ghostwood, utgiven på skivbolaget Startracks år 2000.

## Låtlista
1. "Heather Bend" – 3:21
2. "Death of a Harvester" – 3:37